# Günther Stolp
Günther Stolp (* 20. Jahrhundert) ist ein ehemaliger deutscher Radrennfahrer und nationaler Meister im Radsport.

## Sportliche Laufbahn
Stolp war im Bahnradsport und im Straßenradsport aktiv. Einen nationalen Titel auf der Bahn holte Stolp 1964, als er mit Lothar Spiegelberg die Meisterschaft im Zweier-Mannschaftsfahren vor Karl Link und Hans Mangold gewann. 1965 wurde er Vize-Meister in der Mannschaftsverfolgung, 1956 war er Dritter geworden. 1964 siegte er in der nationalen Meisterschaft im Mannschaftszeitfahren mit Lutz Löschke, Burkhard Ebert und Klaus Tiedtke. Ein Jahr später verteidigte dieser Vierer den Meistertitel. 1967 gewann er den Titel im Mannschaftszeitfahren mit Burkhard Ebert, Lutz Löschke, und Peter Lindow. 1963 war er Dritter der Meisterschaft geworden. Er startete für den Verein NRVg Luisenstadt, später für den RC Charlottenburg.